# Pietro Fosci
Pietro Fosci detto Pietrino d'Arezzo (Arezzo, 5 febbraio 1863 – Fossano, 7 giugno 1895) è stato un fantino italiano.
Protagonista di una carriera brevissima al Palio di Siena, Pietrino d'Arezzo fu però capace di vincere il Palio dell'Assunta del 1886 sotto i colori della Tartuca. Scattato in testa già dalla partenza, il fantino di Arezzo riuscì a condurre la sua cavalla Farfallina fino alla vittoria, dominando la corsa senza incertezze.
In totale disputò solamente tre Palii, avendo corso precedentemente con Onda e Pantera.

## Presenze al Palio di Siena
Le vittorie sono evidenziate ed indicate in neretto.
| Palio          | Contrada | Cavallo               |
| -------------- | -------- | --------------------- |
| 2 luglio 1884  | Onda     | Morello di G. Savelli |
| 4 luglio 1886  | Pantera  | Prete                 |
| 16 agosto 1886 | Tartuca  | Farfallina            |